# Offentlig upphandling inom Europeiska unionen
Offentlig upphandling inom Europeiska unionen regleras av en rad olika europeiska direktiv. De gemensamma bestämmelserna om offentlig upphandling inom unionen syftar till att främja den fria rörligheten för varor och tjänster samt etableringsfrihet och motverka snedvridna konkurrensvillkor på den inre marknaden.